# بريت شالوم
كانت بريت شالوم (حرفياً «تحالف السلام») مجموعة من المثقفين الصهاينة اليهود في فلسطين الانتدابية، التي تأسست في عام 1925.

## تاريخ
سعت بريت شالوم إلى التعايش السلمي بين العرب و‌اليهود، على أن يتحقق ذلك بالتخلي عن الهدف الصهيوني المتمثل في إنشاء دولة يهودية. كانت الرؤية البديلة للصهيونية هي إنشاء مركز للحياة الثقافية اليهودية في فلسطين، مرددا الأفكار السابقة لأحاد هاعيم. في ذلك الوقت، أيدت بريت شالوم إقامة دولة ثنائية القومية يتمتع فيها اليهود والعرب بحقوق متساوية.
وكان من بين مؤيدي ومؤسسي بريت شالوم الخبير الاقتصادي وعالم الاجتماع آرثر روبين، والفيلسوف مارتن بوبر، وهوغو بيرغمان، والمؤرخ هانز كون، وجيرشوم شوليم، وهنرييتا سزولد، وإسرائيل جاكوب كليغلر. كما أعرب ألبرت أينشتاين عن دعمه. يهوذا ليون ماغنيس، أحد مؤلفي البرنامج، لم ينضم إلى المنظمة أبدا.
وجاء في رسالة من آرثر روبن إلى هانز كون في مايو 1930: «في أسس بريث شالوم كان أحد العوامل الحاسمة هو أن الهدف الصهيوني ليس له مثال متساو في التاريخ. والهدف من ذلك هو جلب اليهود كأمة ثانية إلى بلد استقر بالفعل كأمة - وتحقيق ذلك بالوسائل السلمية. وقد شهد التاريخ مثل هذا الاختراق من قبل أمة واحدة إلى أرض غريبة فقط عن طريق الغزو، ولكن لم يحدث أبدا أن أمة سوف توافق بحرية على أن أمة أخرى يجب أن تأتي وتطالب بالمساواة الكاملة في الحقوق والحكم الذاتي الوطني إلى جانبها. إن تفرد هذه القضية يحول في رأيي دون معالجتها بعبارات سياسية وقانونية تقليدية. وهو يتطلب التأمل والدراسة بشكل خاص. وينبغي أن تكون بريث شالوم المنتدى الذي يتم فيه بحث المشكلة والتحقيق فيها».